# Saint-Vigor
Saint-Vigor là một xã của tỉnh Eure, thuộc vùng Normandie, miền bắc nước Pháp.